# Conchil-le-Temple
Conchil-le-Temple è un comune francese di 1 021 abitanti situato nel dipartimento del Passo di Calais nella regione dell'Alta Francia.
Conchil-le-Temple condivide con Quend il fiume Authie.

## Società

### Evoluzione demografica
Abitanti censiti